# Shola Shoretire
Shola Maxwell Shoretire (Newcastle upon Tyne, 2 februari 2004) is een Engels voetballer die onder contract ligt bij Manchester United.

## Carrière
Shoretire ruilde de jeugdopleiding van Newcastle United in 2014 voor die van Manchester United. Aanvankelijk zou hij van Newcastle naar Manchester City overstappen, maar toen de club hoorde dat Shoretire tijdens een vakantie in Catalonië was gaan testen bij FC Barcelona zagen The Citizens uiteindelijk af van de komst van Shoretire, die zich dan maar aansloot bij Manchester United.
Bij Manchester United werd hij op 12 december 2018 de jongste speler ooit in de UEFA Youth League toen hij op de leeftijd van 14 jaar en 314 dagen inviel tegen Valencia CF. Op 21 februari 2021 maakte hij zijn officiële debuut in het eerste elftal van de club: in de competitiewedstrijd tegen Newcastle United mocht hij in de slotfase invallen voor Marcus Rashford. Op de slotspeeldag van de Premier League mocht hij in de 82e minuut invallen voor Amad Diallo. Daartussen gunde trainer Ole Gunnar Solskjær hem ook een kwartier speeltijd tegen Real Sociedad in de Europa League.

## Clubstatistieken
| Seizoen     | Club              | Land              | Competitie     | Competitie | Competitie | Beker | Beker | Supercup | Supercup | Europees | Europees | Totaal | Totaal |
| Seizoen     | Club              | Land              | Competitie     | Wed.       | Dlp.       | Wed.  | Dlp.  | Wed.     | Dlp.     | Wed.     | Dlp.     | Wed.   | Dlp.   |
| ----------- | ----------------- | ----------------- | -------------- | ---------- | ---------- | ----- | ----- | -------- | -------- | -------- | -------- | ------ | ------ |
| 2020/21     | Manchester United | Vlag van Engeland | Premier League | 2          | 0          | 0     | 0     | —        | —        | 1        | 0        | 3      | 0      |
| 2021/22     | Manchester United | Vlag van Engeland | Premier League | 0          | 0          | 0     | 0     | —        | —        | 1        | 0        | 1      | 0      |
| Club Totaal | Club Totaal       | Club Totaal       | Club Totaal    | 2          | 0          | 0     | 0     | 0        | 0        | 2        | 0        | 4      | 0      |
| TOTAAL      | TOTAAL            | TOTAAL            | TOTAAL         | 2          | 0          | 0     | 0     | 0        | 0        | 2        | 0        | 4      | 0      |

Bijgewerkt op 9 december 2021.